# 海田東インターチェンジ
海田東インターチェンジ（かいたひがしインターチェンジ）は広島県安芸郡海田町寺迫二丁目にある国道2号東広島バイパスのインターチェンジである。
2006年（平成18年）3月25日に東広島バイパス本線としては初めてこのICと中野ICの間2.7kmが開通した。故に現在は東広島方面との出入しかできないが、将来このICより西の部分が開通した場合も東広島方面との出入しかできないハーフICのままになる。

## 道路
- 国道2号東広島バイパス

## 接続道路
- 広島県道276号矢野海田線（東広島バイパス側道）

## 周辺
- 広島国際学院高等学校

## 隣
国道2号東広島バイパス
中野IC - 海田東IC - 海田西IC

## 備考
- 広島県道276号矢野海田線を通って国道2号現道（広島方面）や国道31号、海田大橋（ひろしまベイブリッジ）、広島高速3号線に進むことができる。